# Asociación de Scouts de Venezuela
La Asociación de Scouts de Venezuela (ASV) es una institución que a través de un sistema de educación no formal, contribuye al desarrollo integral de los jóvenes a través del Método Scout, y siguiendo los parámetros que dejó Robert Baden-Powell.

## Historia
La ASV tuvo sus inicios en el año 1913, de la mano de Ramón Ocando Pérez, en la ciudad de Maracaibo (Estado Zulia).Estos inicios ocurrieron cuando Ocando Pérez viajó a Curazao en 1912 y, en Punda, observó a unos Boy Scouts marchando al compás de una banda. Los confundió con militares, pero en realidad eran muchachos uniformados llamados  Padvinder (Scout Holandeses). Le llamó mucho la atención, y al regresar de su viaje refirió lo que había visto a un amigo de nacionalidad colombiana. Dicho amigo le regaló una edición impresa en inglés del Handbook de los Boys Scouts of America, que había sido editada en 1910.
De allí, se dio la primera experiencia escultista en Venezuela, fundándose la Tropa San Sebastián Nº 1, que es la primera Tropa de Venezuela, con cinco patrullas. Este primer intento se realizó el 20 de enero de 1913, y dicha tropa adoptó el nombre debido a que es el día de ese santo, además de que adoptó el color verde en la pañoleta debido a que significa esperanza.
En 1916 se reorganizó dicha Tropa, y quien se encargó de ayudar a Ramón Ocando Pérez y a Francisco Mac Gregor a realizarla fue un oficial retirado de la Marina inglesa llamado Walter Raleigh Douglas, quien es considerado el primer Scout Máster oficialmente, y se tomó la fecha del 27 de mayo de 1917 como fecha de inicio de esta etapa.
Luego de otras experiencias Escultistas, donde se formaron grupos en Caracas (Tropa San Jorge), y en otras ciudades, en 1934 se conformó la Federación de Boy Scouts (Exploradores) de Venezuela. Por expreso mandato de la Asamblea Nacional Scout realizada durante 1958, la Federación cambió su nombre al actual de Asociación de Scouts de Venezuela.
Está reconocida por la Organización Mundial del Movimiento Scout (OMMS) desde el año 1937.

### Primera Junta Directiva de la ASV
La primera Junta Directiva de la Asociación de Scouts de Venezuela, para el año de 1913, estaba compuesta por las siguientes personas:
Ramón Ocando Pérez - Presidente
Luis Emiro Bracho - Secretario
Reinaldo García - Subsecretario
Ismael Pirela - Tesorero
Emilio Chacín - Sub Tesorero

### Evolución del Escultismo en Venezuela
El Escultismo en Venezuela ha evolucionado, desde sus inicios en 1913 y su posterior reorganización en 1917. Luego de un periodo de transición, en 1932 asumió la Jefatura de Tropa Miguel Ángel Leal Bracho, quien fue miembro fundador en 1913. Él entendió que el Movimiento Scout no solamente debía desarrollarse en Maracaibo, sino que debía expandirse. En 1933 envió a cuatro Scouts a Caracas, caminando. La finalidad de estos Scouts era promocionar el Escultismo donde quiera que llegaran, y al llegar a Caracas se reunieron con jóvenes de la ciudad, formando la tropa San Jorge No. 1, y luego la San Carlos No. 2. 
Los estatutos de la Federación de Boy Scouts de Venezuela se aprobaron en 1934, y el uniforme adoptado en esta etapa fue color Kaki. En 1936 se realizó la llamada Gira a Occidente, la cual fue patrocinada por el entonces Presidente de la República, Eleazar López Contreras. Dicha gira contribuyó a promocionar el Escultismo en Venezuela. El primer Comisionado Nacional fue Enrique Sapene, y contribuyó a darle forma a dichos estatutos. Durante ese mismo año se creó el Círculo Técnico de Escultismo, que estaba formado por dirigentes preocupados por la pureza del Escultismo en Venezuela y por los aspectos técnicos del mismo. 
En 1958 la Federación cambió su nombre a Asociación de Scouts de Venezuela, esta denominación marca el carácter escultista de todos sus miembros, no solo de los jóvenes, y fue cambiando la estructura del Adelanto de los mismos. El uniforme Kaki o Caqui, y el Plan de Adelanto de la época, se mantuvieron vigentes hasta el año 1980, cuando se cambió toda la estructura del mismo y el uniforme pasó a ser camisa azul y bermuda azul marino. Esta estructura, y dicho uniforme, tuvo su vigencia hasta el año 1998, cuando se propusieron reformas al Plan de Adelanto, entre las cuales se consideró la inclusión de las jóvenes y las dirigentes en la Asociación, se cambió la designación de las Insignias de Adelanto, se eliminó el procedimiento de Investidura en la rama Clan y se reformó el uniforme, el cual pasó a ser camisa verde, con cuello Mao, la insignia nacional fue modificada por una más dinámica y se implementó el bordado de la misma en la tapa del bolsillo izquierdo de la camisa, y sobre el bolsillo la Flor de Lis Mundial.

## Campos Escuela de la ASV
El primer Campo Escuela fue la casa de la familia Machado, en la actual urbanización Los Chorros, en Caracas. Funcionó durante el año 1935, y al ser la casa de veraneo de dicha familia, se prestaron los jardines de la misma para que los Guìas de Patrulla y los dirigentes realizaran cursos allí. Durante el año 1936, el Círculo Técnico de Escultismo pidió y obtuvo el permiso de uso de una cabaña ubicada en los alrededores de El Encanto, cerca de Los Teques. Esta cabaña era propiedad del Gran Ferrocarril de Venezuela, fue cedida y tenía una cabaña, un lago y terreno suficiente para que grupos grandes pudieran acampar. Se utilizó hasta 1941.
En 1942, un dirigente de la rama Tropa, Armando Lozano Gómez, acampó en una hacienda que consideró idónea para fungir de Campo Escuela, y luego de haber negociado de forma intensiva con el dueño de la misma, se logró adquirir el primer Campo Escuela Nacional, llamado 
Campo Escuela El Humo. Este Campo Escuela quedaba ubicado en lo que ahora es la zona urbana de Carrizal (Estado Miranda), e inició sus actividades el 19 de marzo de 1944. El dueño de la hacienda murió antes de formalizar la venta de la misma, y por problemas con la sucesión se perdió el mismo.
Los Campos Escuela de la ASV, en la actualidad, son varios, ubicados en distintas partes del país, entre ellos se encuentran: 
Campo Escuela Paramacay: Es el Campo Escuela con más antigüedad de Venezuela, ubicado en la Urb. Lomas de Urquía, en Carrizal (Estado Miranda). Fue inaugurado en 1964, con la presencia de las autoridades de aquel entonces, y la especial asistencia de Lady Olave Baden Powell, quien plantó un araguaney al lado de la huella de su esposo que fue colocada cerca del Asta de Banderas. Innumerables Scouts han pasado por sus instalaciones a lo largo de sus 60 años de historia.
Campo Escuela Quiripital: Es el segundo Campo Escuela en importancia dentro de la Región Capital y los Altos Mirandinos, ubicado en los terrenos de la antigua Hacienda Quiripital, en el sector El Tigrillo de Los Teques. Su diversidad de especies, y la riqueza ornitológica que presenta, lo hacen atractivo para muchos Scouts en sus alrededores.
Campo Escuela Potrerito: Ubicado en la aldea de Potrero de las Casas del municipio Lobatera, en el estado Táchira, e inaugurado el 12 de abril de 2007, es el Campo Escuela en donde los miembros de la Asociación pertenecientes a los estados de la región andina, el centro occidente y la región zuliana suelen acampar, y ha sido escenario de diferentes eventos, y cursos de capacitación para adultos de todas partes del país. También funciona como posada, sus instalaciones son cómodas y seguras. Muchos grupos recreacionales han hecho actividades allí.

## Directorio Nacional Scout
El Directorio Nacional Scout en la actualidad se compone del Consejo Nacional Scout, y de la Corte de Honor Nacional. Ambos se encargan de los procesos operativos, administrativos y disciplinarios a los que haya lugar dentro de la Asociación, y representan a sus miembros ante las instancias internacionales. Se describen de la siguiente forma:
Consejo Nacional Scout: Está compuesto por el presidente - Jefe Scout Nacional, un Vice - Presidente, un tesorero, un sub tesorero, cinco Consejeros Nacionales Scouts, el Director o Directora Ejecutivo Nacional y la Comisaría Internacional, que es la encargada de organizar la participación de los miembros de la ASV en eventos internacionales. Los miembros actuales del Consejo Nacional Scout son:
- Scouter Oscar Enrique Mendoza Valbuena - Presidente/Jefe Scout Nacional
- Scouter Freddy Rafael Guevara Bellorín - Vicepresidente
- Scouter María del Carmen Granados Fernández - Tesorero
- Scouter Yanmery del Carmen López Guedez - Su-Tesorero
- Scouter Dionis Cristóbal Dávila Guerrero - Consejero Nacional Scout
- Scouter Edwin Danny Contreras Moncada - Consejero Nacional Scout
- Scouter Noel Miguelangel Zamora Márquez - Consejero Nacional Scout
- Scouter Wilfredo Ramón Bolívar Sánchez - Consejero Nacional Scout
- Rover Eymer Andrés Cañizales López (Representante Juvenil) - Consejero Nacional Scout
- Rover Ana Kristina Hernández Guerrero (Representante Juvenil) - Consejero Nacional Scout
- Scouter César David González Pérez - Director Ejecutivo Nacional

En la Comisaría internacional ha sido designado el Scouter Juan Carlos Cubillán.
Corte de Honor Nacional: Está compuesta por un Presidente, un Vice - Presidente, un secretario y dos miembros principales. Es la encargada de los procesos disciplinarios que ocurren dentro de la Asociación de Scouts de Venezuela. Sus miembros actuales son:
- Scouter Wilder Segundo Maldonado Morales - Presidente
- Scouter Tahis Andrea Mendoza Sulbaran - Vicepresidente
- Scouter José Marcial Brito Marcano - Secretario
- Scouter Jesús Antonio González - Miembro
- Scouter Francisco Arquímedes Chávez Tovar - Miembro

Todos estos cargos tienen una vigencia de un (1) año, pudiendo ser reelectos en los mismos durante tres años consecutivos.

## Grupos Scouts en Venezuela
A continuación una lista de Grupos Scouts que hay en Venezuela en la actualidad:
| Región           | Distrito                 | Grupo Scout                 | Fundación                |  |
| ---------------- | ------------------------ | --------------------------- | ------------------------ |  |
| Anzoátegui       | Barcelona                | CIVO                        |                          |  |
| Anzoátegui       | Puerto La Cruz           | Don Bosco                   | 28 de noviembre de 1970  |  |
| Anzoátegui       | Puerto La Cruz           | Andrés Eloy Blanco          | 3 de septiembre de 1983  |  |
| Anzoátegui       | Puerto La Cruz           | María Auxiliadora           |                          |  |
| Anzoátegui       | Puerto La Cruz           | Padre José María Velaz      |                          |  |
| Aragua           | Henri Pittier            | Araguaney                   | 19 de febrero de 2022    |  |
| Aragua           | Henri Pittier            | Ciudad Jardin               | 23 de agosto de 2014     |  |
| Aragua           | Henri Pittier            | Humboldt                    |                          |  |
| Aragua           | Henri Pittier            | José Smith                  | 9 de octubre de 2010     |  |
| Aragua           | Henri Pittier            | Libertador                  |                          |  |
| Aragua           | José Félix Rivas         | Gustavo José Vollmer H.     |                          |  |
| Aragua           | Manuel Atanacio Girardot | Gran Mariscal de Ayacucho   |                          |  |
| Aragua           | Manuel Atanacio Girardot | La Sagrada Familia          |                          |  |
| Aragua           | Manuel Atanacio Girardot | San Benito                  |                          |  |
| Aragua           | Santiago Mariño          | General Santiago Mariño     |                          |  |
| Aragua           | Sucre Zamora             | Agustín Codazzi             |                          |  |
| Aragua           | Sucre Zamora             | Francisco de Miranda        |                          |  |
| Bolívar          | Caroní                   | Kenya                       |                          |  |
| Bolívar          | Orinoco                  | José María Velaz            | 18 de julio de 2015      |  |
| Carabobo         | Guacara                  | GEA                         |                          |  |
| Carabobo         | Guacara                  | Padre Jorge Devos           |                          |  |
| Carabobo         | Naguanagua               | Exploradores de Browsea     | 23 de marzo de 2003      |  |
| Carabobo         | Naguanagua               | Inaguanagoa                 |                          |  |
| Carabobo         | Naguanagua               | Nuestra Señora de Begoña    |                          |  |
| Carabobo         | Puerto Cabello           | Almirante Luis Brion        | 20 de agosto de 2022     |  |
| Carabobo         | Puerto Cabello           | La Salle San Jose           |                          |  |
| Carabobo         | San Diego                | Libertador                  |                          |  |
| Carabobo         | San Diego                | San Diego de Alcala         |                          |  |
| Carabobo         | San Diego                | Valencia del Rey            | 29 de octubre de 2022    |  |
| Carabobo         | San Diego                | Relámpago del Catatumbo     | 23 de noviembre de 2024  |  |
| Carabobo         | Valencia Norte           | Acuarius                    |                          |  |
| Carabobo         | Valencia Norte           | Batalla de Carabobo         | 25 de octubre de 1980    |  |
| Carabobo         | Valencia Norte           | Casupo                      |                          |  |
| Carabobo         | Valencia Norte           | Don Bosco                   |                          |  |
| Carabobo         | Valencia Norte           | Jupiter                     | 13 de febrero de 2016    |  |
| Carabobo         | Valencia Norte           | La Salle Guaparo            | 26 de abril de 1960      |  |
| Carabobo         | Valencia Sur             | Hno. Higinio Pedro          | Octubre de 1975          |  |
| Carabobo         | Valencia Sur             | Monseñor Arocha             | 13 de agosto de 1973     |  |
| Carabobo         | Valencia sur             | Rafael Urdaneta             | Octubre de 2016          |  |
| Distrito Capital | Ávila                    | Arístides Rojas             | 19 de mayo de 2001       |  |
| Distrito Capital | Ávila                    | Bicentenario                | 19 de abril de 2011      |  |
| Distrito Capital | Ávila                    | Don Bosco 21                | 17 de diciembre de 1963  |  |
| Distrito Capital | Avila                    | Henri Pittier               | marzo de 1987            |  |
| Distrito Capital | Ávila                    | La Salle La Colina          | 16 de diciembre de 1944  |  |
| Distrito Capital | Ávila                    | Neptuno                     | 6 de marzo de 1976       |  |
| Distrito Capital | Caricuao                 | Claudio Feliciano           | 18 de febrero de 2011    |  |
| Distrito Capital | Caricuao                 | San Agustín                 | 4 de septiembre de 1972  |  |
| Distrito Capital | Caricuao                 | San Benito 20               | 13 de febrero de 1976    |  |
| Distrito Capital | Caricuao                 | San Benito XIV              | 12 de octubre de 1984    |  |
| Distrito Capital | Caricuao                 | Tomás Sanabria              | 21 de abril de 2018      |  |
| Distrito Capital | José Antonio Páez        | Don Bosco                   | 17 de septiembre de 1979 |  |
| Distrito Capital | José Antonio Páez        | Simón Bolívar               |                          |  |
| Distrito Capital | La Guaira                | Tanaguarena                 | 1 de agosto de 2021      |  |
| Distrito Capital | Los Próceres             | Francisco de Miranda        | 7 de mayo de 2016        |  |
| Distrito Capital | Los Próceres             | Roraima                     | 14 de abril de 2012      |  |
| Distrito Capital | Los Próceres             | Tiuna                       | Febrero de 1989          |  |
| Distrito Capital | Mariscal Sucre           | Aldebaran                   | 3 de marzo de 1996       |  |
| Distrito Capital | Mariscal Sucre           | Cometa                      |                          |  |
| Distrito Capital | Mariscal Sucre           | Renacer                     | 8 de diciembre de 2021   |  |
| Distrito Capital | Mariscal Sucre           | San Jose de Calasanz 38     | 18 de marzo de 1977      |  |
| Distrito Capital | Santiago de León         | La Salle Tienda Honda       |                          |  |
| Distrito Capital | Santiago de León         | San Benito 18               | 27 de julio de 1957      |  |
| Distrito Capital | Santiago de León         | Madre Rafols                | Mayo de 2023             |  |
| Falcon           | Manaure                  | Domingo Savio               |                          |  |
| Falcon           | Manaure                  | Francisco de Miranda        | 2 de febrero de 2013     |  |
| Falcon           | Paraguaná                | Poseidón                    | 4 de marzo de 2017       |  |
| Distrito Capital | La Guaira                | Tanaguarena                 | 1 de agosto de 2021      |  |
| Lara             | Andrés Eloy Blanco       | Guerreros de Yacambú        |                          |  |
| Lara             | Catedral                 | Claret                      | 2 de agosto de 1980      |  |
| Lara             | Catedral                 | General Jacinto Lara        | 11 de agosto de 1990     |  |
| Lara             | Catedral                 | La Salle                    | 15 de mayo de 1964       |  |
| Lara             | Catedral                 | Nueva Segovia               | 1 de noviembre de 2014   |  |
| Lara             | Catedral                 | Simón Bolívar               | 5 de octubre de 1967     |  |
| Lara             | Crepuscular              | Carlos Laurer               | 14 de noviembre de 1984  |  |
| Lara             | Crepuscular              | Hermano Juan                | 22 de febrero de 2003    |  |
| Lara             | Palavecino               | Lisandro Alvarado           | 5 de diciembre de 2016   |  |
| Lara             | Palavecino               | Terepaima                   | 8 de noviembre de 1985   |  |
| Mérida           | Andrés Bello             | José Félix Rivas            |                          |  |
| Mérida           | Andrés Bello             | Orión LXXII                 |                          |  |
| Mérida           | Andrés Bello             | Santiago de los Caballeros  |                          |  |
| Mérida           | Cari                     | Guakes                      |                          |  |
| Mérida           | Cari                     | Yukos                       |                          |  |
| Mérida           | Tulio Febres Cordero     | Libertador                  |                          |  |
| Metropolitana    | Baruta                   | Autana                      | 6 de noviembre de 1997   |  |
| Metropolitana    | Baruta                   | Dipaho                      | 5 de junio de 1999       |  |
| Metropolitana    | Baruta                   | Kurenan                     | 23 de julio de 2000      |  |
| Metropolitana    | Baruta                   | Santa Rosalía de Palermo    | 4 de octubre de 1989     |  |
| Metropolitana    | Baruta                   | Seonee                      | 20 de marzo de 1982      |  |
| Metropolitana    | Chacao                   | Don Bosco                   | 20 de septiembre de 1997 |  |
| Metropolitana    | Chacao                   | Santo Tomas de Aquino       | 16 de noviembre de 1957  |  |
| Metropolitana    | Sucre Norte              | Claret                      |                          |  |
| Metropolitana    | Sucre Norte              | Domingo Savio               |                          |  |
| Metropolitana    | Sucre Norte              | Macondo                     |                          |  |
| Metropolitana    | Sucre Norte              | Roraima                     |                          |  |
| Metropolitana    | Sucre Norte              | San Cayetano                |                          |  |
| Metropolitana    | Sucre Sur                | Amazonia                    |                          |  |
| Metropolitana    | Sucre Sur                | Mafeking 100                | 20 de mayo de 1989       |  |
| Metropolitana    | Sucre Sur                | Pleyades 7                  |                          |  |
| Metropolitana    | Sucre Sur                | Siguanoi                    |                          |  |
| Metropolitana    | Sucre Sur                | Warairarepano               |                          |  |
| Miranda          | Altos Mirandinos         | Cayaurima                   | 21 de noviembre de 1971  |  |
| Miranda          | Altos Mirandinos         | Don Bosco                   | Abril de 1977            |  |
| Miranda          | Altos Mirandinos         | Los Nuevos Teques           | 19 de octubre de 1985    |  |
| Miranda          | Altos Mirandinos         | Miranda                     | 4 de febrero de 2022     |  |
| Miranda          | Altos Mirandinos         | Paramaconi                  | 23 de febrero de 1962    |  |
| Miranda          | Guarenas Guatire         | Alianza                     | 10 de mayo de 2003       |  |
| Miranda          | Guarenas Guatire         | Gamma                       | Marzo de 2016            |  |
| Miranda          | Guarenas Guatire         | Mafeking 100                |                          |  |
| Miranda          | Guarenas Guatire         | Orión 84                    | 11 de junio de 2016      |  |
| Miranda          | Valles del Tuy           | Cacique Cue                 | 18 de agosto de 2007     |  |
| Miranda          | Valles del Tuy           | Charallave                  | 4 de septiembre de 2021  |  |
| Miranda          | Valles del Tuy           | Ramón Ocando Pérez          | Febrero de 2003          |  |
| OSN              | Cojedes                  | Genazaret                   |                          |  |
| OSN              | Guarapiche               | Cecilio Acosta              |                          |  |
| OSN              | Guarapiche               | Moriche                     |                          |  |
| OSN              | Guarapiche               | Villa de Morichal           |                          |  |
| OSN              | José Gregorio Hernández  | Santa Teresita              | 24 de marzo de 2004      |  |
| OSN              | Guárico                  | Independencia               |                          |  |
| OSN              | Portuguesa               | Baden Powell                | 29 de junio de 2019      |  |
| OSN              | Portuguesa               | Centauros de los Llanos     |                          |  |
| OSN              | Portuguesa               | Tamanaco                    |                          |  |
| OSN              | Yaracuy                  | Bogdan Plegunov Tomm        | 19 de septiembre de 2021 |  |
| OSN              | Yaracuy                  | Eligio Vargas Ochoa         | 24 de noviembre de 1973  |  |
| OSN              | Yaracuy                  | Roland Erasmus Philips      |                          |  |
| OSN              | Yaracuy                  | Pioneros de Yaracuy         | 24 de julio de 2021      |  |
| Táchira          | Frontera                 | Pedro María Ureña           |                          |  |
| Táchira          | Luis Amigo               | Asogata                     | Septiembre de 2003       |  |
| Táchira          | Luis Amigo               | Caprou                      |                          |  |
| Táchira          | Luis Amigo               | Poole de Dorset             |                          |  |
| Táchira          | Parque Nacional El Tamal | Baden Powell XVII           |                          |  |
| Táchira          | Parque Nacional El Tamal | Cipriano Castro             |                          |  |
| Táchira          | Rio Torbes               | Baden Powell, G.S Don Bosco |                          |  |
| Táchira          | Rio Torbes               | San Francisco de Asis       |                          |  |
| Zulia            | Coquivacoa               | Lucila Palacios             | 3 de abril de 1976       |  |
| Zulia            | Coquivacoa               | Paola Prince                |                          |  |
| Zulia            | Coquivacoa               | Santa Barbara               | 20 de mayo de 2017       |  |
| Zulia            | Pedro Henríquez Amado    | San Jorge                   |                          |  |
| Zulia            | Pedro Henríquez Amado    | San Sebastián               | 20 de enero de 1913      |  |
| Zulia            | Pedro Henríquez Amado    | San Simón de Bellas Artes   | 28 de octubre de 1922    |  |
| Zulia            | Samuel Martínez          | L.U.Z                       |                          |  |
| Zulia            | Samuel Martinez          | Los Olivos                  |                          |  |
| Zulia            | San Francisco            | Adriel Enrique              |                          |  |
| Zulia            | San Francisco            | Baden Powell de Mafeking    |                          |  |
| Zulia            | San Francisco            | Manaure                     | 12 de octubre de 1970    |  |
| Zulia            | San Francisco            | Mara                        |                          |  |
| Zulia            | Zulia Oriental           | Alonzo de Ojeda             |                          |  |
| Zulia            | Zulia Oriental           | Copaiba                     | 15 de agosto de 1968     |  |
| Zulia            | Zulia Oriental           | Omega                       | 14 de febrero de 1998    |  |